# Wendhusenstraße 8

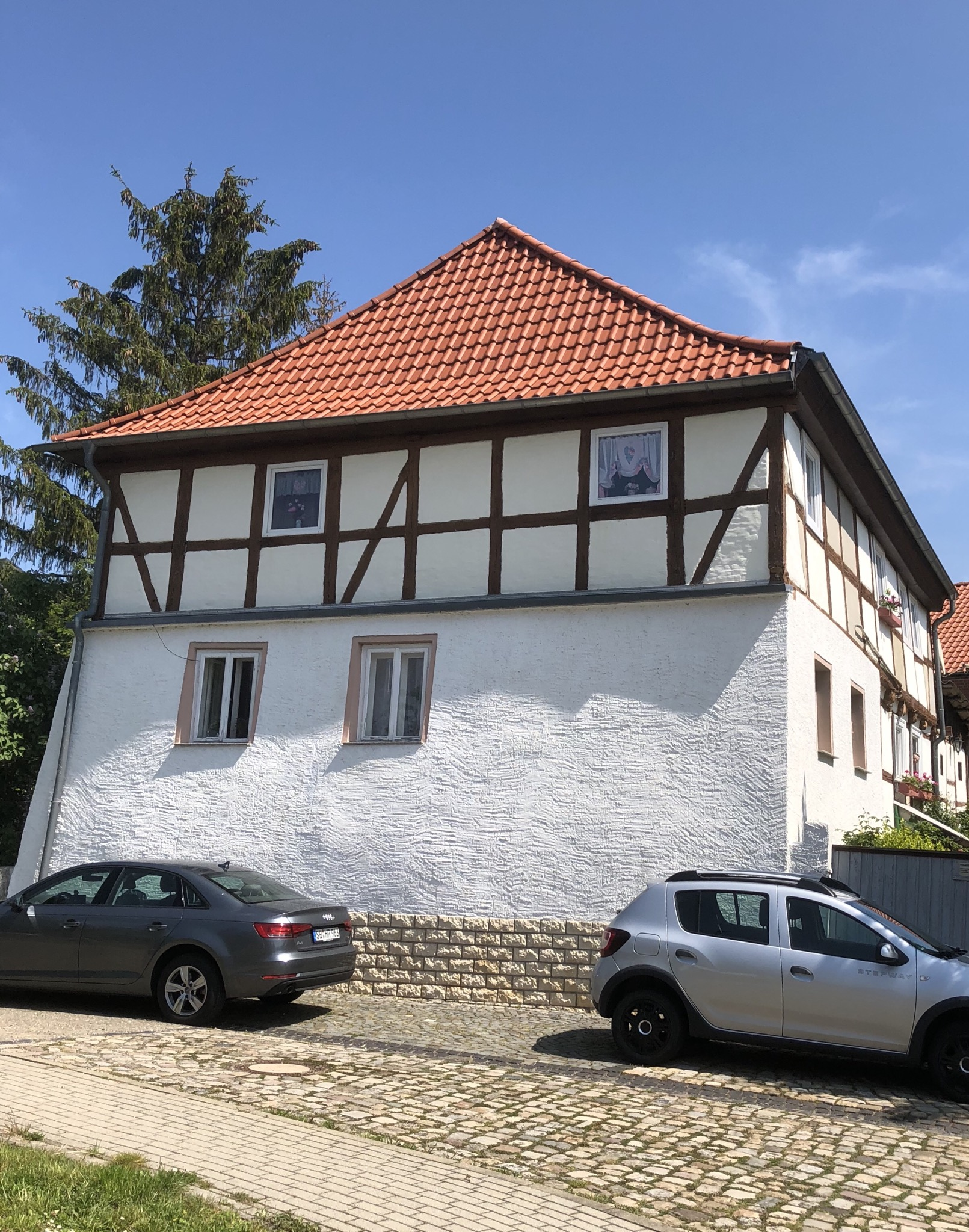
Haus Wendhusenstraße 8, 2019

Das Gebäude Wendhusenstraße 8 ist ein denkmalgeschütztes Wohnhaus in Thale in Sachsen-Anhalt.

## Lage
Es steht auf der Nordseite der Coquistraße der Wendhusenstraße, westlich vor dem Eingang zum Kloster Wendhusen.

## Architektur und Geschichte
Das Haus entstand in der Zeit um das Jahr 1700. Während das Untergeschoss des frei stehenden Baus zum Teil in massiver Bauweise errichtet wurde und über teilweise angeböschte Wände verfügt, ist das obere Geschoss in Fachwerkbauweise errichtet. Bedeckt ist der Bau von einem Walmdach.
Östlich schließt sich ein eingeschossig ausgeführter Stall mitsamt Taubenhaus an.
Im örtlichen Denkmalverzeichnis ist das Wohnhaus unter der Erfassungsnummer 094 45366 als Baudenkmal verzeichnet.